# سیارک ۱۸۸۰۳
سیارک ۱۸۸۰۳ (به انگلیسی: 18803 Hillaryoas، نامگذاری:1999JH77) هجده هزار و هشتصد و سومین سیارک کشف شده‌است که در ۱۲ مه ۱۹۹۹ کشف شد.
قدر مطلق سیارک برابر ۱۷.۸ است.